# Sci-Fi Crimes
Sci-Fi Crimes ist das sechste Studioalbum der US-amerikanischen Alternative-Metal-Band Chevelle. Das Album wurde am 31. August 2009 über Epic Records veröffentlicht.

## Entstehung
Im Januar 2008 verkündete Schlagzeuger Sam Loeffler, dass die Band bereits mit der Arbeit an einem neuen Studioalbum begonnen habe. Sänger Pete Loeffler hatte sich dafür in seinem Haus ein kleines Studio eingerichtet. Die Band nahm sich das Ziel, die Lieder etwas anders als die auf den früheren Alben zu gestalten. Im Februar 2009 begannen die Aufnahmen im Studio Modernist Movement in Nashville. Für die Aufnahmen wurden zahlreiche historische Verstärker verwendet.
Produziert und abgemischt wurde Sci-Fi Crimes von Brian Virtue. Laut Sam Loeffler überlegte die Band, das Album selber zu produzieren, um Kosten zu sparen. Das Mastering übernahm Ted Jensen. Das Albumcover ist ein Ölgemälde des Bassisten Dean Bernardini. Für die Lieder Jars, Letter From a Thief und Shameful Metaphors wurden Musikvideos veröffentlicht.

## Hintergrund
Der Albumtitel Sci-Fi Crimes wurde laut Pete Loeffler durch eine Begegnung mit einem „Freund“ inspiriert. Diese Person fuhr eines Tages mit den Musikern durch die Gegend und erzählte ihnen von seinem festen Glauben an Außerirdische und UFOs. Diese Erlebnisse reizten Pete Loeffler so sehr, dass sein Interesse an diesen Themen bei ihm geweckt wurden. Der Titel Sleep Apnea (englisch für Schlafapnoe) ist laut Pete Loeffler ein kleiner Witz. Wenn die Band auf Tour wäre würden alle Musiker darauf achten, genug Schlaf zu erhalten.
Das Lied Jars ist laut Sam Loeffler ein ironisches Wortspiel zum Thema Umweltschutz. Es geht darum, die Erde zu nehmen, sie in Einmachgläser zu packen und für später zu „retten“. Letter From a Thief wurde davon inspiriert, wie der Band im Frühjahr 2007 in Dallas ein Anhänger mit ihrem Equipment gestohlen wurde. Auch wenn etwa die Hälfte der gestohlenen Instrumente wieder auftauchte erhielten die Musiker Briefe von einigen Leuten, die der Meinung waren, dass die Band sich einfach neue Instrumente kaufen sollten. Diese Leute waren der Meinung, dass die Musiker Millionäre wäre, was laut Sam Loeffler nicht der Fall wäre.
Highland’s Apparition handelt von den Erlebnissen, die die Musiker in einem Haus hatten, in dem es angeblich spuken soll. Alle drei Bandmitglieder schliefen im gleichen Zimmer und erlebten ähnliche Albträume. Roswell’s Spell befasst sich mit dem Roswell-Zwischenfall, bei dem im Sommer 1947 angeblich ein UFO abgestürzt sein soll. Die iTunes-Version des Albums enthält als Bonustrack eine akustische Version des Liedes Sleep Apnea. Die bei Hot Topic erhältliche Version enthält als Bonustitel das Instrumental The Gist sowie Leto’s Headache.

## Rezeption

### Rezensionen
Jared Johnson vom Onlinemagazin AllMusic lobte Pete Loeffler für den mutigen Weg, „neue Richtungen beim Songwriting auszutesten“. Ihre Fähigkeit, „flapsige Geschichten mit ihrem charakteristischen Punch zu versehen“, würde Sci-Fi Crimes „einen menschlichen Anreiz geben, den man auf ihren früheren Alben nicht fand“.

### Charts und Auszeichnungen
| ChartsChartplatzierungen       | Höchstplatzierung | Wochen |
| ------------------------------ | ----------------- | ------ |
| Kanada (MC)                    | 21 (1 Wo.)        | 1      |
| Vereinigte Staaten (Billboard) | 6 (13 Wo.)        | 13     |

In der ersten Woche nach der Veröffentlichung wurden 46.000 Einheiten des Albums in den USA verkauft. Erstmals gelang der Band damit eine Chartplatzierung außerhalb des Heimatlandes. Die Singles Jars und Letter from a Thief erreichten jeweils Platz drei der Billboard Mainstream Rock Songs. Die dritte Single Shameful Metaphors erreichte Platz 28. Im Januar 2021 erhielt die Single Jars für 500.000 verkaufter Einheiten ebenfalls Gold.